# 제38회 청룡영화상
제38회 청룡영화상은 2017년 11월 25일에 열린 시상식이다.

## 수상 및 후보

### 최우수 작품상
- 택시운전사 - 장훈 수상
- 남한산성 - 황동혁
- 더 킹 - 한재림
- 박열 - 이준익
- 불한당: 나쁜 놈들의 세상 - 변성현

### 감독상
- 아이 캔 스피크 - 김현석 수상
- 불한당: 나쁜 놈들의 세상 - 변성현
- 박열 - 이준익
- 택시운전사 - 장훈
- 남한산성 - 황동혁

### 남우주연상
- 택시운전사 - 송강호 수상
- 남한산성 - 김윤석
- 불한당: 나쁜 놈들의 세상 - 설경구
- 남한산성 - 이병헌
- 더 킹 - 조인성

### 여우주연상
- 아이 캔 스피크 - 나문희 수상
- 미씽: 사라진 여자 - 공효진
- 악녀 - 김옥빈
- 여배우는 오늘도 - 문소리
- 장산범 - 염정아

### 남우조연상
- 범죄도시 - 진선규 수상
- 해빙 - 김대명
- 불한당: 나쁜 놈들의 세상 - 김희원
- 더 킹 - 배성우
- 택시운전사 - 유해진

### 여우조연상
- 더 킹 - 김소진 수상
- 재심 - 김해숙
- 아이 캔 스피크 - 염혜란
- 군함도 - 이정현
- 불한당: 나쁜 놈들의 세상 - 전혜진

### 신인남우상
- 형 - 도경수 수상
- 꿈의 제인 - 구교환
- 박열 - 김준한
- 분장 - 남연우
- 택시운전사 - 류준열

### 신인여우상
- 박열 - 최희서 수상
- 꿈의 제인 - 이민지
- 연애담 - 이상희
- 용순 - 이수경
- 공조 - 윤아

### 신인감독상
- 연애담 - 이현주 수상
- 범죄도시 - 강윤성
- 여배우는 오늘도 - 문소리
- 싱글라이더 - 이주영
- 꿈의 제인 - 조현훈

### 음악상
- 택시운전사 - 조영욱 수상
- 남한산성 - 류이치 사카모토
- 더 킹 - 모그
- 불한당: 나쁜 놈들의 세상 - 김홍집 외 1명
- 싱글라이더 - 조영욱

### 미술상
- 군함도 - 이후경 수상
- 남한산성 - 채경선
- 더 킹 - 이나겸
- 불한당: 나쁜 놈들의 세상 - 한아름
- 택시운전사 - 조화성

### 기술상
- 악녀 - 권귀덕 수상
- 군함도 - 김한준 외 1명
- 박열 - 심현섭
- 범죄도시 - 허명행
- 장산범 - 김석원 외 1명

### 각본상
- 남한산성 - 황동혁 수상
- 택시운전사 - 엄유나
- 싱글라이더 - 이주영
- 꿈의 제인 - 조현훈
- 박열 - 황성구

### 인기스타상
- 아이 캔 스피크 - 나문희 수상
- 불한당: 나쁜 놈들의 세상 - 설경구 수상
- 더 킹 - 조인성 수상
- 군함도 - 김수안 수상

### 한국영화 최다관객상
- 택시운전사

### 편집상
- 더 킹 - 신민경 수상
- 공범자들 - 윤석민
- 공조 - 이진
- 범죄도시 - 김선민
- 불한당: 나쁜 놈들의 세상 - 김상범 외 1명

### 촬영조명상
- 불한당: 나쁜 놈들의 세상 - 조형래 외 1명 수상
- 군함도 - 이모개 외 1명
- 남한산성 - 김지용 외 1명
- 더 킹 - 김우형 외 1명
- 악녀 - 박정훈 외 1명

### 단편영화상
- 대자보 - 곽은미 수상
- 감독님 연출하지 마세요 - 이대영
- 동백꽃이 피면 - 심혜정
- 변성기 - 박준호
- 야간근무 - 김정은
- 장롱면허 - 박근범
- 첫만남 - 박재현
- 치석 - 염지희